# Cios (geologia)
Cios – seryjne spękania i szczeliny w skałach uporządkowane geometrycznie w odstępach większych niż kilka centymetrów, występujących w zespołach i systemach. Przez to pojęcie można też rozumieć zdolność skały do pękania według określonego wzoru. 
Cios może powstawać wskutek wietrzenia, ruchów tektonicznych lub w skałach magmowych na skutek krzepnięcia magmy i kurczenia podczas stygnięcia.
Rodzaje (ze względu na genezę):
- cios denudacyjno-odprężeniowy – spękania odprężeniowe powstałe na skutek częściowego lub całkowitego usunięcia nadkładu przez denudację.
- cios diagenetyczny – spękania odprężeniowe złożone ze spękań diagenetycznych, czyli utworzonych w skałach osadowych wskutek zmniejszania się objętości osadu w czasie procesu diagenezy.
- cios ekstensyjny - spękania odprężeniowe złożone ze spękań ekstensyjnych, czyli utworzonych pod wpływem naprężeń rozciągających.
- cios kompresyjny – spękania złożone ze spękań kompresyjnych, czyli utworzonych pod wpływem naprężeń ściskających.
- cios magmowy _ spękania powstające zwykle w głęboko zalegających skałach o składzie granitoidowym, obejmuje trzy zespoły spękań - dwa w przybliżeniu pionowe, jeden w przybliżeniu poziomy - tworzące system w przybliżeniu prostopadłościenny, często nazywany ciosem granitowym. Spękania te często są zajęte przez żyły mineralne.
- cios termiczny – spękania powstające w skale magmowej w końcowym etapie jej krzepnięcia lub tuż po zakrzepnięciu. Zachodzi w wyniku naprężeń rozciągających, powstających na skutek kurczenia się stygnącej masy skalnej. Najczęściej występuje w skałach wulkanicznych i subwulkanicznych.

Rodzaje (ze względu na geometrię):
- cios diagonalny – w przybliżeniu skośny do generalnego kierunku strukturalnego na danym obszarze.
- cios katetalny – prostopadły do ławic, niezależnie od ich ułożenia.
- cios komplementarny – utworzony z dwu sprzężonych zespołów, powstałych jednocześnie.
- cios ławicowy – równoległy do uławicenia.
- cios ortogonalny – zespół spękań prostopadły w stosunku do innego zespołu.
- cios ostrokątny (romboidalny) – złożony z dwu zespołów wzajemnie nieprostopadłych.
- cios podłużny – w przybliżeniu równoległy do generalnego kierunku strukturalnego na danym obszarze.
- cios pokładowy – ułożony mniej więcej równolegle do powierzchni terenu.
- cios poprzeczny – w przybliżeniu prostopadły do generalnego kierunku strukturalnego na danym obszarze.
- cios słupowy – cios termiczny polegający na podziale skały na przylegające do siebie słupy o wielobocznym przekroju.